# Great American Cookies
A Great American Cookie Co., conhecida como Great American Cookies, é uma rede americana de lojas franqueadas de propriedade e operação independentes, especializada em biscoitos gourmet, especialmente bolos de biscoito. Possui mais de 290 lojas nos Estados Unidos, especialmente no sudeste, bem como em Porto Rico e Guam, geralmente localizadas em shopping centers. A empresa foi fundada em 1977 e tem sua sede em Atlanta, Geórgia. Desde 2010, é uma marca de franquia do portfolio do Global Franchise Group.

## História
A Great American Cookie Co. foi fundada pelo futuro CEO Michael J. Coles e pelo sócio Arthur Karp, que investiram US$ 4.000 cada um para desenvolver um negócio de venda de biscoitos com base em uma receita de família passada para a esposa de Karp. Naquele mesmo ano, a primeira loja foi aberta no Perimeter Mall, em Atlanta.
A primeira loja no Perimeter Mall foi bem-sucedida em seu primeiro mês, e a empresa foi franqueada pela primeira vez no ano seguinte à sua abertura. Em 1985, a empresa tinha uma receita de US$ 100 milhões por ano e era a maior cadeia de biscoitos de varejo dos Estados Unidos.
Em 1985, a Coles encurtou o nome para Great American Cookie Company, com um plano de encurtá-lo ainda mais para Great American Cookies. “Para complementar as receitas e a estrutura de preços revisadas, reformulamos nossa marca. Nosso nome - Original Great American Chocolate Chip Cookie Company - era bonito no início, mas havia se tornado um problema. O que poderia funcionar para uma empresa pequena e local não tinha prestígio nacional”, disse Coles.
Quando Coles vendeu a empresa para a Mrs. Fields Famous Brands em 1998, a empresa tinha vendas de mais de US$ 100 milhões. Em 29 de janeiro de 2008, a empresa foi adquirida pela NexCen Brands Inc. por seu portfólio de restaurantes de serviço rápido, que incluía as empresas irmãs Marble Slab Creamery, MaggieMoo's Ice Cream and Treatery e Pretzelmaker. Desde julho de 2010, esse portfólio de marcas é de propriedade da Global Franchise Group, LLC, uma afiliada da Levine Leichtman Capital Partners, e gerenciado pela GFG Management.
Em 28 de junho de 2021, o Global Franchise Group anunciou que seria adquirido pela FAT Brands, proprietária da Fatburger e da Johnny Rockets. A aquisição foi concluída em 22 de julho do mesmo ano.